# Who Wants to Be a Millionaire?
Who Wants to Be a Millionaire? (em português: Quem quer ser um Milionário?) é um game show britânico que obteve sucesso mundial por oferecer grandes quantias em dinheiro para quem acertar sucessivamente e correctamente a perguntas de múltipla escolha feitas pelo apresentador. O formato, bastante simples, obteve um enorme sucesso, em seu país de origem, e também em outros países que adquiriram o direito de produzi-lo.
O formato original foi ao ar pela primeira vez no Reino Unido no dia 4 de Setembro de 1998 na ITV. Já foi exibido em 110 países e teve sua versão brasileira: Show do Milhão, sendo exibido entre 1999 e 2003 e apresentado por Silvio Santos. Em agosto de 2009, o programa ganhou sua versão original brasileira, sendo exibido pela TVMais com o nome "Quem Quer Ser Milionário?".

## Outras versões
- Quem Quer Ser Milionário? - versão portuguesa extinta
- Show do Milhão - versão brasileira
- Quem Quer Ser Um Milionário? - versão brasileira em exibição, como um quadro do Domingão com Huck
- Who wants to be a Millionaire? - versão americana
- Vis Unda 20000? - versão georgiana